# Жером Каркопіно
 'Жером Каркопіно'  (фр. Jérôme Carcopino; (1881 р.), Верней-сюр-Авр — (1970 р.), Париж) — французький історик, який спеціалізувався у вивченні Стародавнього Риму. Дійсний член Французької академії (1955—1970; крісло № 3) і Академії написів і красного письменства (з 1930 року).

## Біографія
Народився в Верней-сюр-Авр в родині лікаря корсиканського походження; двоюрідний брат — поет і письменник Франсіс Карк (Каркопіно-Тюзолі). Навчався в Парижі в Коледжі Сен-Барб і Ліцеї Генріха IV, вищу освіту здобув в Вищій нормальній школі. У 1904—1907 рр. проходив стажування у Французькій школі в Римі (École française de Rome). У 1907—1911 р викладав історію в ліцеї Гавра, в 1912 р. був запрошений читати лекції в недавно створений Алжирський університет. Під час Першої світової війни служив на Сході і, зокрема, взяв участь в Дарданелльскій операції. За бойові заслуги був підвищений до звання кавалера ордена Почесного легіону.
У 1920 р. став професором Сорбонни, в 1937 р — директором Французької школи в Римі. Незабаром після початку Другої світової війни повертається до Франції, після її окупації в 1940 р. обіймає посаду керівника Вищої нормальної школи. У 1941—1942 р — міністр освіти в уряді Віші. Каркопіно зайняв посаду замість філософа клерикальної орієнтації Жака Шевальє і скасував більшу частину його указів. Каркопіно повернув скасовану в міжвоєнний період оплату за навчання в школах другого ступеня (після 11 років), ввів проміжні дипломи про початкову освіту в школах першого ступеня і підвищив статус технічних училищ, прирівнявши їх до шкіл другого ступеня. Він також виступив проти вимог консерваторів повернути в усі види шкіл вивчення латинської мови в якості обов'язкового, ввівши його неодмінне вивчення тільки в ліцеях.
У 1944 р. Каркопіно відсторонений від викладання в Сорбонні і заарештований (в одній тюремній камері з ним знаходився драматург Саша Гітрі), але незабаром звільнений. Незабаром його повністю виправдали, а в 1955 році обрали членом Французької академії. Каркопіно також був дійсним членом Академії написів і красного письменства, Папської Римської археологічної академії, а також доктором honoris causa Оксфордського університету.
Помер в 1970 р в Парижі.

## Наукова діяльність
Жером Каркопіно філігранно оперував різними допоміжними історичними дисциплінами. Він володів текстуальною критикою літературних джерел, прекрасно аналізував написи, володів чудовим почуттям предмета. Так він вступав в безпосередній контакт з реаліями римської історії і сам відчував себе до деякої міри громадянином Міста. Ось тут і корениться та безмежна легкість, з якою йому вдавалося відновлювати не тільки принципову канву життя римлянина, але і дрібні деталі цьому житті.
— Раймон Блок
Найважливіші праці Каркопіно в міжвоєнний період пов'язані з історією Остії, аналізом «Енеїди» Вергілія і вивченням історії Риму в епоху Пізньої республіки.
У 1931 році Каркопіно випустив роботу «Сулла, або невдала монархія» (фр. Sylla ou la monarchie manquée), в якій розглянув диктатуру Луція Корнелія Сулли як першу репетицію Римської імперії. Сулла, на думку Каркопіно, намагався замінити Римську республіку абсолютно новою політичною системою, заснованою на введенні монархії, відновленні привілеїв римського нобілітету, опорі на особисто віддану армію і утриманні в покорі рядових римлян. Однак небажання нобілітету співпрацювати і поступовий відхід прихильників визначили крах довгострокових планів Сулли і змусили його відмовитися від одноосібної влади. Рецензенти відзначали прекрасне знання джерел французьким дослідником і звертали увагу на новизну його підходу до вивчення задумів Сулли, неясних ще в давнину.
У 1936 році Каркопіно опублікував біографію Гая Юлія Цезаря, яка багаторазово перевидавалася і продовжує зберігати наукову цінність. Ця монографія Каркопіно була виконана в рамках серії «Загальна історія» (фр. Histoire Génerale). Написання іншої роботи цієї серії — «Гракхи і Сулла» (фр. Des Gracques à Sylla; 1935 рік) — було спочатку доручено Гюставові Блоку, але до своєї смерті в 1923 році він встиг написати лише частину введення. Рецензенти відзначали, що дві роботи Каркопіно, формально виконані як дві частини одного запланованого тому, мають ряд особливостей, що вигідно відрізняють їх від 9-го тому «Кембриджської історії стародавнього світу». У порівнянні з британським виданням французьке було менш докладним в деталях, проте сильно вигравало в єдності викладу, що було наслідком роботи єдиного учасника, а не групи фахівців різних поглядів. Також було відзначено, що Каркопіно задовольнявся копіюванням матеріалу зі своїх попередніх робіт (поряд зі згаданою монографією про Суллу він випустив і роботу, присвячену Гракхам), а розвивав раніше висунуті тези. Серед найбільш помітних особливостей цієї роботи —  висока оцінка діяльності Гая Гракха; вперше висловлене раніше припущення, що Сулла мав намір встановити монархію, але був змушений відмовитися через протидію аристократії і особисто Помпея; вказівка в якості дискусійної дати народження Гая Юлія Цезаря 101 року до н. е.; переконання, що Цезар поділяв якщо не програму, але монархічні амбіції Сулли; нарешті, Каркопіно стверджував, що Цезаря обожествили незадовго до смерті.
У 1939 році ним була опублікована монографія "Повсякденне життя Стародавнього Риму. Апогей Імперії "(фр. La vie quotidienne à Rome à l'apogée de l'Empire), швидко отримала загальне визнання. У рецензії в «Американському соціологічному огляді» робота Каркопіно була названа «найкориснішою і яскравою картиною римської приватного життя з опублікованих на сьогоднішній день [1942 рік]». У рецензіях зазначалося, що вибір в якості хронологічних рамок дослідження середини I століття н. е. анітрохи не обмежує дослідження, а навпаки, є дуже вдалим. Зазначалося, що автор уникнув впливу позитивістських поглядів на суспільство в популярній інтерпретації Еміля Дюркгайма. Крім того, підкреслювалося, що Каркопіно вдалося відбити великий вплив економічних чинників в житті римського суспільства і показати його як складно організовану і стратифіковану структуру, однак при цьому вказувалося на досить формальний підхід в розгляді релігійного життя.
У 1947 році Каркопіно опублікував два томи коментарів до листів Цицерона. На його думку, публікація цієї переписки була блискучим пропагандистським ходом Августа, який тим самим серйозно підірвав авторитет Цицерона, чия суєтність і моральна неохайність стала очевидною з його листів. У рецензіях вказувалося на деяку недомовленість і залишення деяких поставлених питань без відповідей, що, втім, могло бути зроблено навмисно, з метою запропонувати ґрунт для дискусій.
У радянській історіографії Каркопіно піддавався різкій критиці за виправдання римського панування в Середземномор'ї, проте визнавалося безперечне значення його конкретно-історичних досліджень з детальним аналізом джерел. У редакційній статті «Проти низькопоклонства перед іноземщиною в області древньої історії», опублікованій в профільному журналі «Вісник древньої історії» під час боротьби з «космополітизмом» в СРСР, Каркопіно був названий "фашистським істориком «, а його роботи були охарактеризовані як» відверто фашистську, Цезарістистську побудову римської історії.

## Основні роботи
- La Terre de Verneuil à la veille de la Révolution. — Verneuil-sur-Havre: A. Aubert, 1906. — 55 p.
- Histoire de l'ostracisme athénien / Mélanges d'histoire ancienne. — Paris: Alcan, 1909. — p. 83-267.
- Virgile et les origines d'Ostie. — Paris: De Boccard, EFR, 1919. — 819 p.
- La loi de Hiéron et les Romains. — Paris: De Boccard, EFR, 1919. — 309 p.
- La Louve du Capitole. — Paris: Les Belles Lettres, 1925. — 90 p.
- Études romaines. Tome 1 — La Basilique pythagoricienne de la Porte majeure. — Paris: L'Artisan du livre, 1926. — 415 p.
- Autour des Gracques. Études critiques. — Paris: Les Belles Lettres, 1928. — 307 p.
- Des Gracques à Sylla. — Paris: PUF, 1929. — 488 p.
- Ostie. — Paris: Henri Laurens, 1929. — 64 p.
- Virgile et le mystère de la IVe Églogue. — Paris: L'Artisan du livre, 1930. — 223 p.
- Sylla ou la monarchie manquée. — Paris: L'Artisan du livre, 1931. — 248 p.
- Points de vue sur l'impérialisme romain. — Paris: Le divan, 1934. — 276 p.
- L'ostracisme athénien. — Paris: Alcan, 1935. — 263 p.
- César. — Paris: PUF, 1936. — 590 p.
- La vie quotidienne à Rome à l'apogée de l'Empire. — Paris: Hachette, 1939. — 348 p.
Переклад на російську мову:  Каркопіно Ж.  Повсякденне життя Стародавнього Риму. Апогей Імперії. — М.: Молода гвардія; Палімпсест, 2008. — 420 с.
- Aspects mystiques de la Rome païenne. — Paris: L'Artisan du livre, 1941. — 317 p.
- Le Maroc antique. — Paris: Gallimard, 1943. — 337 p.
- Les secrets de la correspondance de Cicéron. — Paris: L'Artisan du livre, 1947, 2 vol., 447 et 495 p.
- Études d'histoire chrétienne. Tome 1 — Les fouilles de Saint-Pierre et la tradition. — Paris: Albin Michel, 1953. — 293 p.
- Souvenirs de sept ans 1937—1944. — Paris: Flammarion, 1953. — 703 p.
- Le Mystère d'un symbole chrétien: l'ascia. — Paris: Fayard, 1955. — 96 p.
- De Pythagore aux Apôtres. Études sur la conversion du monde romain. — Paris: Flammarion, 1956. — 381 p.
- Alésia et les ruses de César. — Paris: Flammarion, 1958. — 221 p.
- Passion et politique chez les Césars. — Paris: Hachette, 1958. — 223 p.
- Les Étapes de l'impérialisme romain. — Paris: Hachette, 1961. — 272 p.
- Profils de conquérants. — Paris: Flammarion, 1961. — 414 p.
- Rencontres de l'histoire et de la littérature romaines. — Paris: Flammarion, 1963. — 285 p.
- Études d'histoire chrétienne. Tome 2 — Les reliques de Saint-Pierre de Rome. — Paris: Albin Michel, 1965. — 63 p.
- Souvenirs romains. — Paris: Hachette, 1968. — 292 p.
- Souvenirs de la guerre en Orient, 1915—1917. — Paris: Hachette, 1970. — 224 p.

## Нагороди
- Велика золота медаль SEP (1966)